# Robert Emmanuel Pirès
Robert Emmanuel Pirès (Reims, Xampanya-Ardenes, 29 d'octubre del 1973) conegut habitualment com a Robert Pirès, és un exfutbolista professional francès d'ascendència portuguesa i asturiana. Jugava de migcampista ofensiu, generalment per la banda esquerra. El seu primer equip professional fou el FC Metz.

## Biografia

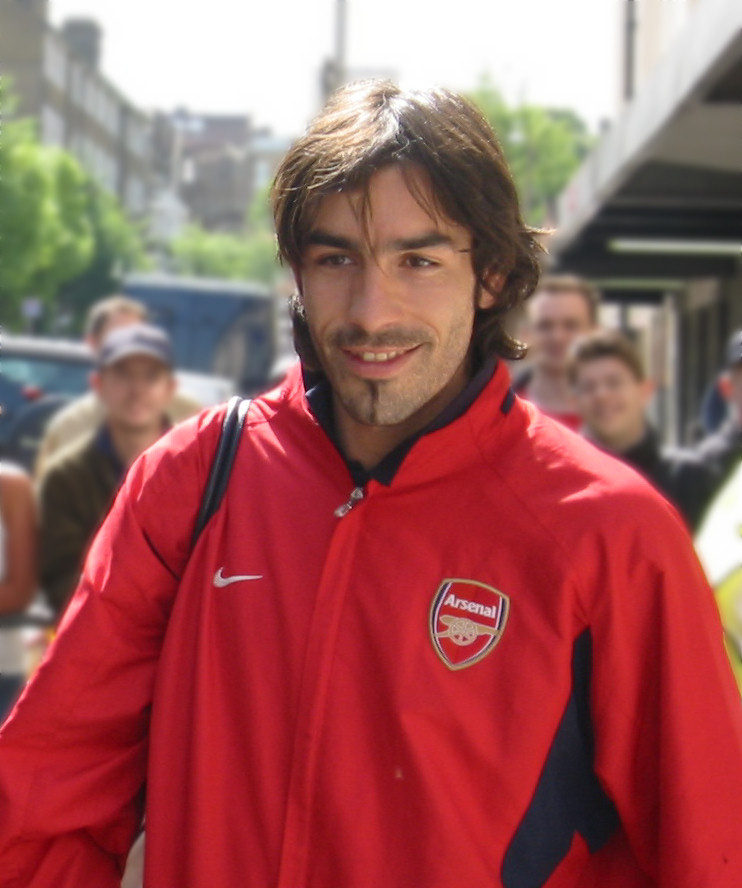
Robert Pires jugant a l'Arsenal.

Robert Pires començà a jugar en les categories inferiors de l'equip de la seva ciutat natal, el Stade de Reims. D'allà passà a l'equip juvenil del FC Metz, equip en el qual debutà professionalment el 1993. Allà va romandre 6 temporades en les quals jugà 162 partits i marca 43 gols. El 1996 debuta amb la selecció de futbol de França.
Em 1998, després de guanyar la Copa del Món de futbol, fitxa per l'Olympique de Marsella on va romandre dues temporades de desagradable record per a ell per motius esportius i extraesportius.
El 2000 guanya l'Eurocopa de futbol amb França i l'Arsenal FC i el Reial Madrid intenten fitxar-lo i recala finalment al club gunner. Després d'uns inicis poc prometedors destaca dins del camp fent oblidar la versatilitat de volgut Marc Overmars i es converteix en titular indiscutible en els plans d'Arsène Wenger, junt a jugadors de la talla de Thierry Henry, David Seaman, Patrick Vieira, Dennis Bergkamp o Nwankwo Kanu. En la seva segona temporada fou elegit millor jugador segons l'associació de premsa anglesa.
El 2004 és seleccionat entre els 100 millors futbolistes vius de la història. En el seu joc destaquen les qualitats com ara la seva classe i elegància en els moviments, fort canvi de ritme, habilitat per al desborde i un joc intel·ligent de passades curtes i tremenda visió de joc.
Actualment milita en el Vila-real CF després de fitxar pel submarí groc en la temporada 2006/07. Després d'uns mesos de baixa per una lesió de turmell produïda en la pretemporada, en la temporada 2007/08 es converteix en fix en els plans del tècnic Manuel Pellegrini jugant amb la llibertat en les migpuntes (tant per l'esquerra com pel centre) junt a jugadors com Santi Cazorla, Cani, Matías Fernández, Marcos Senna, Nihat Kahveci, Giuseppe Rossi o Guille Franco. La temporada 2009/10, Robert Pires, ja amb 36 anys, és un element important en els plans de l'entrenador Ernesto Valverde i està vivint una segona joventut amb el respecte dels companys i l'estima dels aficionats.
L'estiu de 2010 finalitza el seu contracte amb el Vila-real CF.

## Internacional
Ha estat internacional amb la selecció de futbol de França en 79 ocasions, marcant 14 gols. Debutà en 1996.

### Participacions en Copes del Món
| Mundial                     | Selecció | Resultat |
| --------------------------- | -------- | -------- |
| Copa del Món de Futbol 1998 | França   | Campiona |

## Clubs
| Club                  | País       | Any       |
| --------------------- | ---------- | --------- |
| FC Metz               | França     | 1992-1998 |
| Olympique de Marsella | França     | 1998-2000 |
| Arsenal FC            | Anglaterra | 2000-2006 |
| Vila-real CF          | Espanya    | 2006-2010 |

## Títols

### Campionats nacionals
| Títol                      | Club       | País       | Any  |
| -------------------------- | ---------- | ---------- | ---- |
| Copa de la Lliga de França | Metz       | França     | 1996 |
| FA Premier League          | Arsenal    | Anglaterra | 2002 |
| Copa d'Anglaterra          | Arsenal    | Anglaterra | 2002 |
| Copa d'Anglaterra          | Arsenal FC | Anglaterra | 2003 |
| FA Premier League          | Arsenal FC | Anglaterra | 2004 |
| FA Cup                     | Arsenal FC | Anglaterra | 2005 |

### Copes internacionals
| Títol                  | Equip (*) | País   | Any  |
| ---------------------- | --------- | ------ | ---- |
| Copa Mundial de Futbol | França    | França | 1998 |
| Eurocopa               | França    | França | 2000 |
| Copa Confederacions    | França    | França | 2001 |
| Copa Confederacions    | França    | França | 2003 |

(*) Incloent la Selecció

### Distincions individuals
| Distinció                                                     | Any  |
| ------------------------------------------------------------- | ---- |
| Cavaller de la Legió d'Honor francesa                         | 1998 |
| Millor Jugador de l'Any segons l'Associació de Prensa Anglesa | 2002 |
| Seleccionat en els FIFA 100                                   | 2004 |